# Strømms kommun
Strømms kommun (norska: Strømm kommune) var en kommun i Vestfold fylke (från början Buskerud fylke) i sydöstra Norge. Kommunen omfattade ett område i den sydöstra delen av nuvarande Drammens kommun.

## Administrativ historik
Strømms kommun upprättades den 1 januari 1838 (som Strømmen formannskapsdistrikt) när Formannskapslovene från 1837 trädde i kraft. Samma år fördes kommunen över från Buskerud fylke till Vestfold fylke. Kommunkoden ändrades då från 0680 till 0711.
1845 bröts stadskommunen Svelvik ut ur kommunen som då minskade från 1 995 invånare före delningen till 794 invånare efter.
1918 bytte kommunen namn från Strømmen till Strømm.
Den 1 januari 1964 gick Strømms kommun upp i Svelviks kommun. Kommunens hade då 2 618  invånare.
Området utgör sedan den 1 januari 2020 en del av Drammens kommun.